# Elcoteq
Elcoteq SE var ett finländskt telekommunikations och kontraktstillverknings börsbolag, senare bolagsmässigt ett Europabolag. Bolaget fick sin start 1984 i Lojo, såsom en enhet med namnet Lohja Microelectronics inom Oy Lohja Ab, vilken omformades 1990 till ett självständigt aktiebolag, vars namn blev Elcoteq Oy. År 1991 sålde Oy Lohja Ab:s efterträdare Metra Oy detta bolag till dess verkställande ledning. Bolaget listades på Helsingforsbörsen i november 1997. 
Elcoteq hade två affärsområden som man verkade inom: dataterminaler och telekommunikation. Bolaget hade verksamhet i fyra världsdelar, i 16 länder. Volymproduktionen gjordes på fabrikerna i Estland, Ungern, Ryssland, Kina, Indien, Mexiko och Brasilien. Företagets huvudkontor fanns i Luxemburg sedan den 1 januari 2008, dit den flyttades från Esbo enligt ett beslut i styrelsen våren 2007.
Företaget ansökte om konkurs i Luxemburg 11 oktober 2011.